# 全国水産高等学校長協会
全国水産高等学校長協会（ぜんこくすいさんこうとうがっこうちょうきょうかい）は、北海道に本部を置く水産関係（海洋等を含む）の学科を置く高等学校の校長、教育機関の代表者等の団体である。

## 概要
- 目的　水産教育に関する調査研究、振興
- 事務局所在地　北海道小樽水産高等学校：北海道小樽市若竹町9-1